# Condado de Fillmore (Minnesota)
El condado de Fillmore (en inglés: Fillmore County) es un condado en el estado estadounidense de Minnesota. En el censo de 2000 el condado tenía una población de 21.122 habitantes. La sede de condado es Preston. El condado fue fundado el 5 de marzo de 1853 y fue nombrado en honor a Millard Fillmore, 13° Presidente de los Estados Unidos.

## Geografía

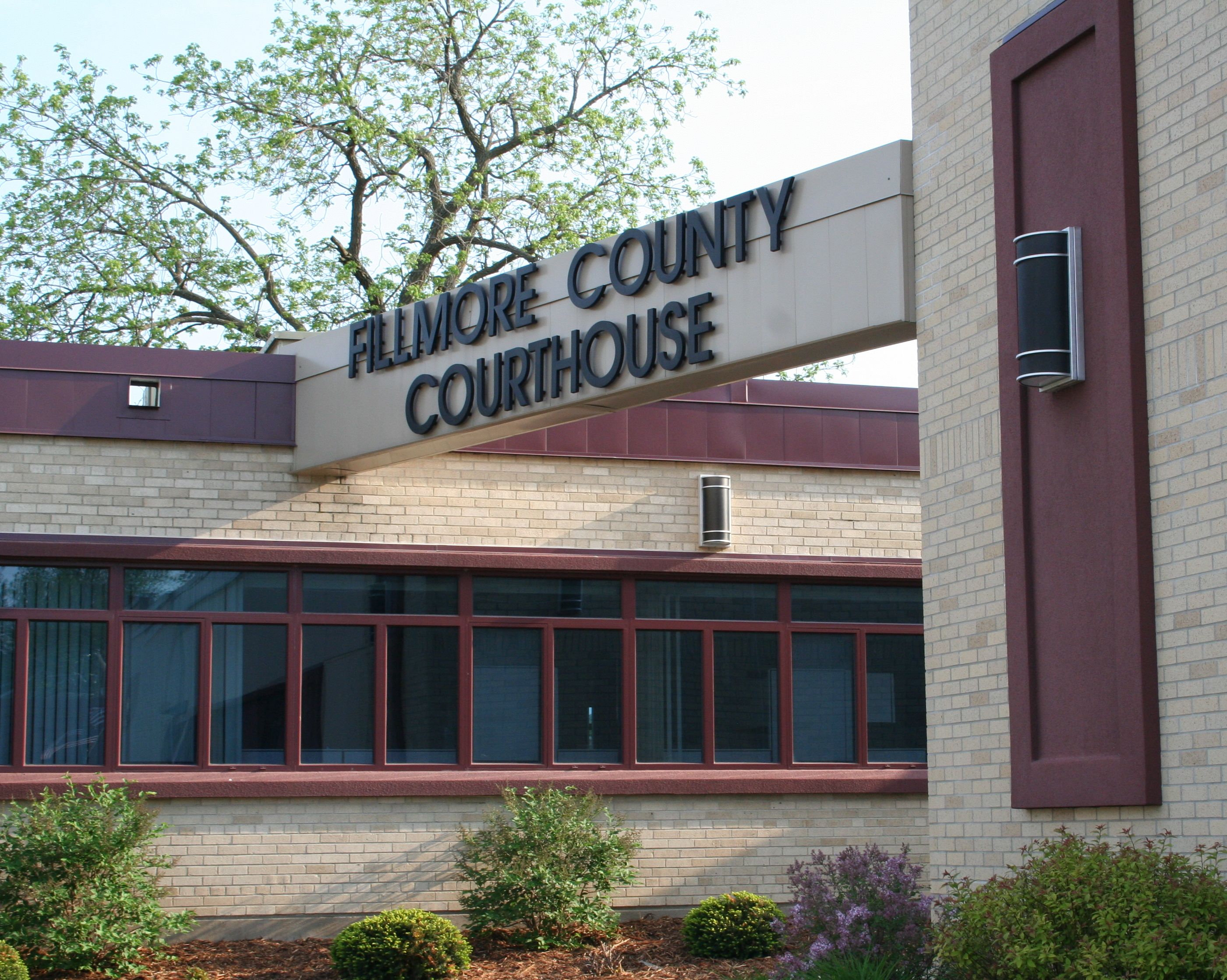
Juzgado del condado de Fillmore en Preston.

Según la Oficina del Censo, el condado tiene un área total de 2.233 km² (862 sq mi), de la cual 2.231 km² (861 sq mi) es tierra y 2 km² (1 sq mi) (0,10%) es agua.

### Condados adyacentes
- Condado de Winona (noreste)
- Condado de Houston (este)
- Condado de Winneshiek, Iowa (sureste)
- Condado de Howard, Iowa (suroeste)
- Condado de Mower (oeste)
- Condado de Olmsted (noroeste)

## Autopistas importantes
- U.S. Route 52
- U.S. Route 63
- Ruta estatal de Minnesota 16
- Ruta estatal de Minnesota 30
- Ruta estatal de Minnesota 43
- Ruta estatal de Minnesota 44
- Ruta estatal de Minnesota 56
- Ruta estatal de Minnesota 74
- Ruta estatal de Minnesota 80
- Ruta estatal de Minnesota 139
- Ruta estatal de Minnesota 250

## Demografía
En el  censo de 2000, hubo 21.122 personas, 8.228 hogares y 5.718 familias residiendo en el condado. La densidad poblacional era de 24 personas por milla cuadrada (9/km²). En el 2000 había 8.908 unidades habitacionales en una densidad de 10 por milla cuadrada (4/km²). La demografía del condado era de 98,92% blancos, 0,17% afroamericanos, 0,10% amerindios, 0,15% asiáticos, 0,17% de otras razas y 0,49% de dos o más razas. 0,53% de la población era de origen hispano o latino de cualquier raza. 
La renta promedio para un hogar del condado era de $36.651 y el ingreso promedio para una familia era de $44.883. En 2000 los hombres tenían un ingreso medio de $29.094 versus $21.906 para las mujeres. La renta per cápita para el condado era de $17.067 y el 10,10% de la población estaba bajo el umbral de pobreza nacional.

## Ciudades y pueblos
| - Canton - Chatfield - Fountain | - Harmony - Lanesboro - Mabel | - Ostrander - Peterson - Preston | - Prosper - Rushford Village - Rushford | - Spring Valley - Whalan - Wykoff |

### Municipios
| - Municipio de Amherst - Municipio de Arendahl - Municipio de Beaver - Municipio de Bloomfield - Municipio de Bristol - Municipio de Canton - Municipio de Carimona - Municipio de Carrolton - Municipio de Chatfield - Municipio de Fillmore - Municipio de Forestville - Municipio de Fountain | - Municipio de Harmony - Municipio de Holt - Municipio de Jordan - Municipio de Newburg - Municipio de Norway - Municipio de Pilot Mound - Municipio de Preble - Municipio de Preston - Municipio de Spring Valley - Municipio de Sumner - Municipio de York |